# Michael-André Werner
Michael-André Werner (geboren 1967 in Berlin) ist ein deutscher Autor.

## Leben und Werk
Michael-André Werner nahm von 1984 bis 1990 an der Schüler-Schreibwerkstatt Workshop Schreiben Berlin teil und war ab 1992 selbst Leiter von Schreibgruppen der Schreibwerkstatt Berlin. 1988 bis 1995 war er als Autor für die Jugendsendung MOSKITO – nichts sticht besser des Senders Freies Berlin tätig. Von 2000 bis 2015 hatte er den Vorsitz des Vereins Kreatives Schreiben e. V. inne und war Leiter der Schreibwerkstatt Berlin. Von 2008 bis 2014 war Werner Mitglied der Berliner Lesebühne Die Brutusmörder.

## Veröffentlichungen

### Romane
- Das Fallen, Satyr Verlag, Berlin 2020, ISBN 978-3947106424
- Kopf hoch, sprach der Henker, List Verlag, München 2014 ISBN 978-3548612553
- Ansichten eines Klaus, Aufbau Taschenbuch Verlag, Berlin 2012, ISBN 978-3746628516
- Schwarzfahrer, Aufbau Taschenbuch Verlag, Berlin 2003, ISBN 978-3746619835

### Als Herausgeber
- Daheim & Unterwegs, mit Astrid Vehstedt, Erzählungen, vbb, Berlin 2016, ISBN 978-3945256657
- Frische Märchen extra fein, Erzählungen. Satyr Verlag, Berlin 2015, ISBN 978-3944035574
- Niemand hat die Absicht, einen Tannenbaum zu errichten, mit Volker Suhrmann, Erzählungen, Satyr Verlag, Berlin 2013 / Ullstein Verlag, Berlin 2014, ISBN 978-3548375649
- Die Interessantesten Erfindungen, mit Raimund Pousset, Rowohlt Taschenbuch, Hamburg 1992, ISBN 978-3499193491
- Aus Teufels Küche, Kochbuch, mit Kathrin Otterbach, Falken, 1999, ISBN 978-3806874747[2]

## Auszeichnungen
- 2015 Zweiter Platz Literaturpreis Nordost
- 2013 Weißer Rabe Dresden
- 2008 Literaturstipendium der Stiftung Preußische Seehandlung
- 1999 Reinheimer Satirelöwe
- 1995 Walter-Serner-Preis
- 1992 Stipendium für Kinder- und Jugendliteratur der Stiftung Preußische Seehandlung
- 1986 Erster Preis beim Schreibwettbewerb Junge Autoren schreiben über Berlin vom Volksblatt Berlin und der DKV[3]